# 萨拉·奥尔古德
萨拉·埃倫·奥尔古德（Sara Ellen Allgood 1879年11月29日—1950年9月13日）是一名愛爾蘭裔美國電影演員，出生於都柏林，1904年因出演格雷戈里夫人的劇作《傳播新聞》（Spreading the News）而成名，後來多次出演希區柯克的電影。1940年移居好萊塢，1941年獲提名奥斯卡最佳女配角奖，1945年成為美國公民。

## 外部連接
- 萨拉·奥尔古德在互联网电影资料库（IMDb）上的資料（英文）
- NY Public Library, Billy Rose collection （页面存档备份，存于）
- Portrait gallery (University of Washington, Sayre Collection) （页面存档备份，存于）
- 在Find a Grave上的萨拉·奥尔古德